# В поисках Дон Кихота
«В поисках Дон Кихота» — документальный восьмисерийный фильм-путешествие по Испании, созданный съемочной группой Владимира Познера совместно с Иваном Ургантом.
Премьерный показ фильма состоялся с 4 января 2017 на российском «Первом канале».

## Концепция и главный вопрос фильма
На протяжении долгого времени Европа считала, что Испания не является Европой. Существует немало стереотипных представлений об Испании, в том числе о том, что это страна вечного праздника, в которой живут беспечные и праздные люди. Авторами фильма эксплуатируется закрепившийся за пределами Пиренейского полуострова стереотип о том, что в каждом жителе Испании есть что-то от Дон Кихота. Владимир Познер и Иван Ургант проедут по маршруту легендарного идальго, попытаются разобраться в том, кто такие испанцы и что такое испанское. В одной из серий авторы фильма исследуют «реконкисту» — уникальное явление испанской истории, представляющее собой длившуюся восемь веков войну с маврами за освобождение захваченных земель. Автор и создатель документального сериала:
Мы действительно искали Дон Кихота, мы спрашивали испанцев о нем: где он, жив ли он еще? Может быть, этому благородному и чудаковатому рыцарю нет уже места в Испании? Мы искали людей на него похожих. И мы нашли его. И, конечно, мы нашли Санчо Панса. Его там много где можно найти, за каждым углом. Они дополняют друг друга, и они оба — существенная часть Испании.Владимир Познер

### Книга
В 2019 году в рамках литературной ярмарки non/fiction Владимир Познер представил свою книгу «Испанская тетрадь. Субъективный взгляд», которая содержит размышления автора о стране и людях, а также материалы, собранные в период съемок фильма «В поисках Дон Кихота».

## Ведущие
- Владимир Познер — российский тележурналист.
- Иван Ургант — российский актёр и телеведущий.

## Серии
| № | Название                          | Дата показа    |
| - | --------------------------------- | -------------- |
| 1 | «Что есть испанское?»             | 4 января       |
| 2 | «Победа, обернувшаяся поражением» | 5 января       |
| 3 | «Каталония не Испания»            | 6 января       |
| 4 | «Любовь или смерть»               | 8 января       |
| 5 | «Две Испании»                     | 9 января       |
| 6 | «Народ, пришедший ниоткуда»       | 10 января      |
| 7 | «Игра со смертью»                 | 11 января      |
| 8 | «Дон Кихота — в Президенты!»      | 12 января 2017 |

## Съёмочная группа
- режиссер — Валерий Спирин
- сценарий — Ольга Спирина
- продюсер — Владимир Познер, Надежда Соловьёва, Дарья Прохорова
- оператор — Владислав Черняев
- композитор — Екатерина Чемберджи
- монтаж — Антон Беней, Мария Трейман

## Критика
На сайте «Кинопоиск» рейтинг сериала составляет 7,3 из 10. Пользователи интернет-сообщества «Отзовик» оценили сериал в 4,6 балла из пяти возможных. Цифровой журнал «Tricolor TV Magazine» назвал премьеру авторской программы Ивана Урганта и Владимира Познера «В поисках Дон Кихота» яркой. Видеоблогер из Казахстана обвинила создателей фильма в плагиате и незаконном использовании видеоматериалов: в серии про Барселону она обнаружила свой видеофрагмент без ссылки на автора. Руководители проекта принесли свои извинения автору видеофрагмента Алине Мустафиной и пообещали исправить ситуацию в интернет-версиях проекта.